# Tandbeskytter
En tandbeskytter er en genstand, bruges i kampsport for at beskytte og hindre skader på tænder, læber og tandkød. Tandbeskytteren sidder på tænderne og pakker dem ind så de er godt beskyttede imod slag, der ellers ville kunne knække en tand eller slå den ud.
Tandbeskyttere fremstilles af akryl eller gummi og dækker tændernes frie flader.

## Varianter
En tandbeskytter kan fås i to forskellige varianter. En version med enkeltbeskyttelser, der kun dækker overmunden, samt en version med dobbeltbeskyttelse, der både dækker over- og undermunden. En dobbeltbeskyttelse giver en bedre sikring af tænderne, men kan være meget besværlig at ånde igennem.

## Brug i praksis
En tandbeskytter skal støbes efter brugerens tandsæt for at kunne give den optimale beskyttelse. Det gøres ved at lægge den i kogende vand og efterfølgende lægge den i munden i et specifikt tidsinterval afhængig af tandbeskytterens kvalitet.

## Tandbeskyttere og boksning
Det internationale amatørbokseforbund AIBA har gjort brug af tandbeskytter obligatorisk i boksning.